# ذا فاينال (فلم)
ذا فاينال (بالإنجليزية: The Final) هو فيلم رعب تم انتاجه في الولايات المتحدة وصدر سنة 2010، من بطولة مارك دوناتو، جاشا واشنطن وليندساي سيديل.

## القصة
مجموعة طلاب منبوذين في المدارس الثانوية ينتقمون من الطلاب الذين يتنمرون عليهم.

## وصلات خارجية
- مقالات تستعمل روابط فنية بلا صلة مع ويكي بيانات

- ذا فاينال على IMDb
- ذا فاينال على Rotten Tomatos
- ذا فاينال على ALLmovies